# Comuna Tufeni, Olt
Tufeni este o comună în județul Olt, Muntenia, România, formată din satele Barza, Stoborăști și Tufeni (reședința).

## Stemă

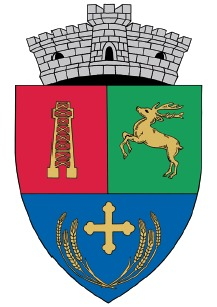
Stema Comunei Tufeni

Stema comunei Tufeni a fost aprobată prin Hotărârea de Guvern nr. 1126/2013 și publicată în Monitorul Oficial nr. 13 din 9 ianuarie 2014.

### • Descrierea stemei:
Potrivit anexei nr. 1, stema comunei Tufeni se compune dintr-un scut triunghiular cu marginile rotunjite, tăiat și despicat în partea superioară.
În partea superioară, în dreapta, în câmp roșu, se află o sondă de aur, așezată în pal.
În partea superioară, în stânga, în câmp verde, se află un cerb de aur, aflat în salt.
În vârful scutului, în câmp albastru, se află o cruce treflată de aur, flancată stânga-dreapta de câte un mănunchi cu trei spice de aur, dispuse semicircular, care se încrucișează în partea de jos, în săritoare.
Scutul este timbrat de o coroană murală de argint cu un turn crenelat.

### • Semnificațiile elementelor însumate:
- Sonda simbolizează activitatea petrolieră din localitate.
- Cerbul reprezintă bogăția cinegetică a zonei.
- Crucea evocă biserica cu hramul "Sf. Gheorghe“, declarată monument istoric.
- Spicele de grâu reflectă ocupația de bază a locuitorilor, agricultura.
- Coroana murală cu un turn crenelat semnifică faptul că localitatea are rangul de comună.

## Demografie
Componența etnică a comunei Tufeni
     Români (93,19%)
     Alte etnii (0,68%)
     Necunoscută (6,13%)
Componența confesională a comunei Tufeni
     Ortodocși (92,87%)
     Alte religii (0,92%)
     Necunoscută (6,21%)
Conform recensământului efectuat în 2021, populația comunei Tufeni se ridică la 2.495 de locuitori, în scădere față de recensământul anterior din 2011, când fuseseră înregistrați 3.038 de locuitori. Majoritatea locuitorilor sunt români (93,19%), iar pentru 6,13% nu se cunoaște apartenența etnică. Din punct de vedere confesional, majoritatea locuitorilor sunt ortodocși (92,87%), iar pentru 6,21% nu se cunoaște apartenența confesională.

## Politică și administrație
Comuna Tufeni este administrată de un primar și un consiliu local compus din 11 consilieri. Primarul, Eugen Șotae[*], de la Partidul Social Democrat, este în funcție din 2004. Începând cu alegerile locale din 2024, consiliul local are următoarea componență pe partide politice:
|  | Partid                          | Consilieri | Componența Consiliului | Componența Consiliului | Componența Consiliului | Componența Consiliului | Componența Consiliului | Componența Consiliului | Componența Consiliului |
|  | ------------------------------- | ---------- | ---------------------- | ---------------------- | ---------------------- | ---------------------- | ---------------------- | ---------------------- | ---------------------- |
|  | Partidul Social Democrat        | 7          |                        |                        |                        |                        |                        |                        |                        |
|  | Alianța pentru Unirea Românilor | 3          |                        |                        |                        |                        |                        |                        |                        |
|  | Partidul Național Liberal       | 1          |                        |                        |                        |                        |                        |                        |                        |